# A Minha Vitória Tem Sabor de Mel - Ao Vivo (DVD)
"A Minha Vitória Tem Sabor de Mel - Ao Vivo" é o primeiro álbum de vídeo da cantora brasileira Damares, sendo lançado em CD e DVD, na ExpoCristã de 2009. O disco possui canções do álbum Apocalipse e de trabalhos anteriores. O evento reuniu mais 7 mil pessoas. O lançamento do DVD e CD foi na ExpoCristã 2009, além de ser feita uma turnê em nome do disco, intitulada "Tour Damares 2009". Iniciou em 17 de dezembro de 2009 e terminou em 20 de dezembro de 2010.[carece de fontes?]

## Faixas
1. Abertura
2. Yeshua
3. Milagre
4. Batalha do arcanjo
5. Diário de um vencedor
6. O Deus que faz
7. Apocalipse
8. Não toque no ungido
9. É a sua vez
10. Deixa Senhor
11. Sabor de mel
12. Adore a Ele
13. O inferno vai cair
14. Aqui tem unção
15. Viver na unção
16. Pra te adorar